# Синявка (Воронезька область)
Синявка (рос. Синявка) — село у Таловському районі Воронезької області Російської Федерації.
Населення становить 984 особи (2010). Входить до складу муніципального утворення Синявське сільське поселення.

## Історія
Населений пункт розташований у межах українського історичного регіону Східна Слобожанщина.
За даними на 1859 рік на державному висілку Новохоперського повіту Воронізької губернії мешкало 1649 осіб (802 чоловіки та 847 жінок), налічувалось 460 дворових господарств, діяла православна церква, поштова станція, відбувалось 4 ярмарки на рік.
Станом на 1886 рік у селі Єланської волості Новохоперського повіту населення становило 2126 осіб, налічувалось 339 дворів, діяли православна церква3 лавки.
За переписом 1897 року кількість мешканців зросла до 2797 осіб (1394 чоловічої статі та 1403 — жіночої), з яких 2797 — православної віри.
За даними на 1900 рік у селі, центрі Синявської волості, населення зросло до 2847 осіб (1416 чоловічої статі та 1431 — жіночої), налічувалось 433 дворових господарств, діяли православна церква, земська і церковно-парафіяльна школа, 9 дріб'язкових, 2 винні та чайна лавки, існувало 5 суспільних будівель.
Від 1928 року належить до Таловського району, спочатку в складі Центрально-Чорноземної області, а від 1934 року — Воронезької області.
Згідно із законом від 15 жовтня 2004 року входить до складу муніципального утворення Синявське сільське поселення.

## Населення
| 2010 |
| ---- |
| 984  |